# Sarrorhina pupilla
Sarrorhina pupilla là một loài ruồi trong họ Tachinidae.